# Coloneura punctulata
Coloneura punctulata är en stekelart som beskrevs av Vladimir Ivanovich Tobias 1998. Coloneura punctulata ingår i släktet Coloneura och familjen bracksteklar. Inga underarter finns listade i Catalogue of Life.